# Zwrotnica torowa

Animacja obrazująca działanie zwrotnicy

Rozjazd pojedynczy

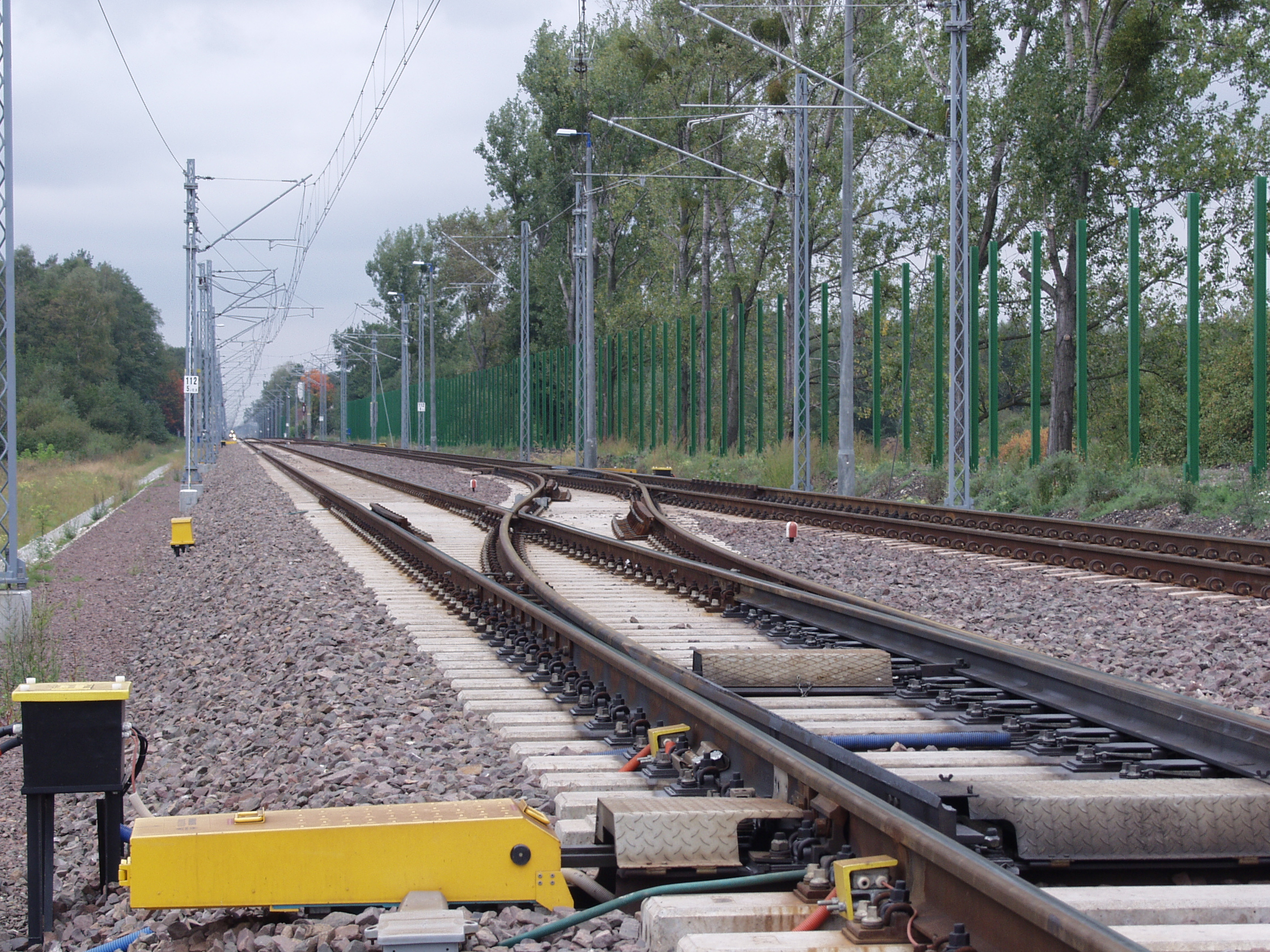
Elektryczny napęd zwrotnicy EEA5 firmy Bombardier na posterunku odgałęźnym Dąbrowa Niemodlińska

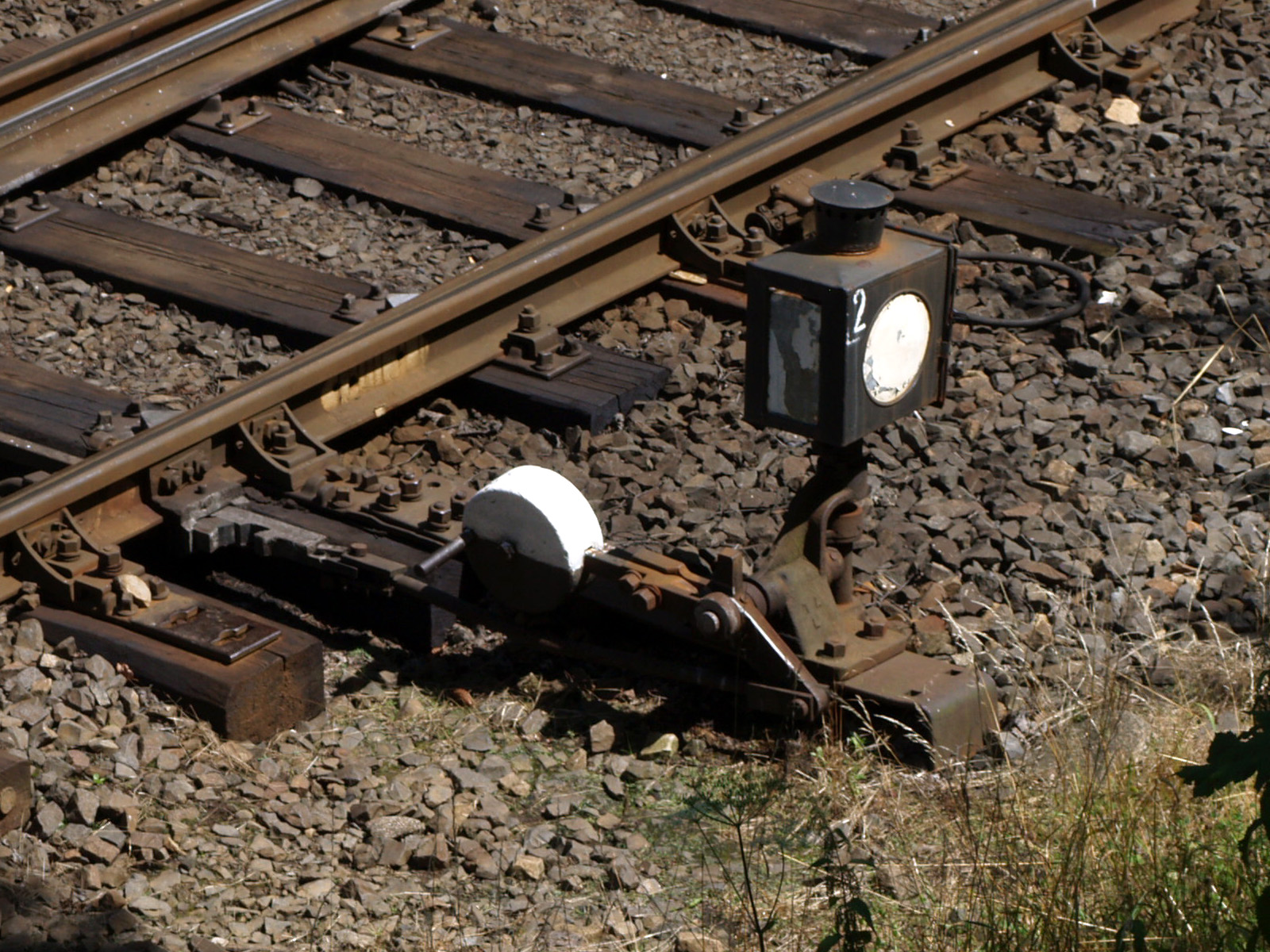
Ręczny napęd zwrotnicy (zwrotnik) na stacji Wisła Głębce

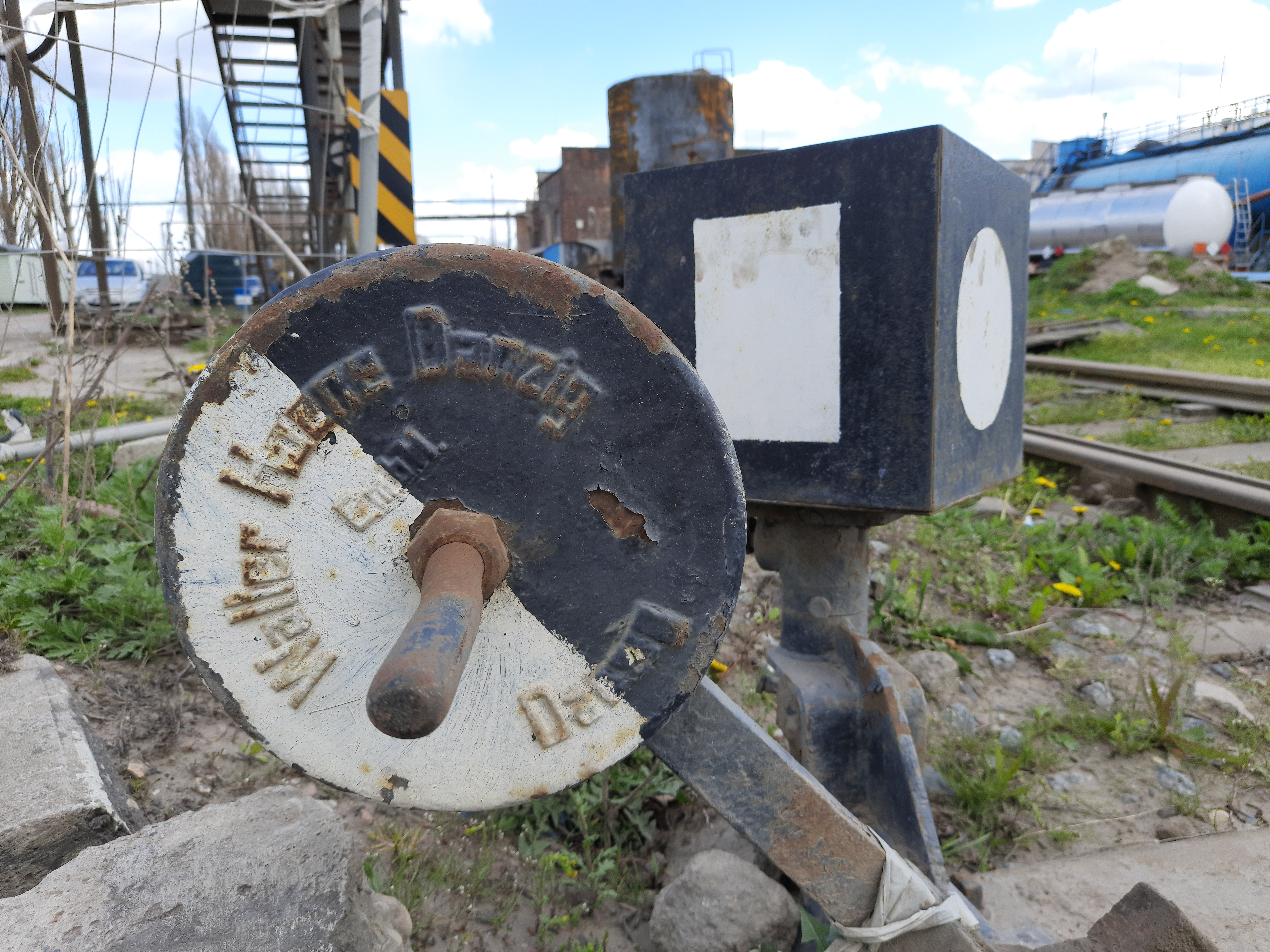
Ręczny napęd zwrotnicy (zwrotnik) produkcji przedsiębiorstwa Walter Hoene przed 1945, port w Gdańsku

Zwrotnica torowa – element toru, w którego skład wchodzą dwie nieruchome szyny (opornice) oraz dwie ruchome szyny (iglice) używane do przekierowywania pojazdów z jednego toru na drugi.
Opornica to specjalnie sfrezowana szyna umożliwiająca dokładniejsze przyleganie iglicy. Opornica z iglicą tworzą półzwrotnicę, natomiast dwie półzwrotnice połączone ściągiem iglicowym i zamknięciem nastawczym tworzą zwrotnicę (zwaną czasem także zwrotnicą skupioną). Sterowanie zwrotnicą może być zdalne (mechaniczne albo elektryczne) lub lokalne (ręczne za pomocą zwrotnika). Po dokonaniu manipulacji zwrotnice obsługiwane ręcznie zamykane są zazwyczaj na zamki.
W potocznym znaczeniu przez zwrotnicę rozumiany jest najprostszy rodzaj rozjazdu – rozjazd pojedynczy. Charakterystyczną cechą zwrotnicy jest rozdzielenie toru za jej pomocą na dwa inne. Zwrotnica może być zwyczajna (prawa lub lewa) lub łukowa (prawa, lewa, symetryczna, kołowa). Zwrotnica (rozjazd pojedynczy) składa się z 3 głównych części: zwrotnicy skupionej z napędem, szyn łącznych oraz krzyżownicy z kierownicami. W przypadku rozjazdów tramwajowych kierownice są zastąpione przez prowadnice, które stanowią zasadniczy element szyny tramwajowej (rowkowej).
Pojęciami stosowanymi w ruchu pojazdów szynowych i związanymi ze zwrotnicami są:
jazda „na ostrze” –przejazd pojazdu szynowego przez zwrotnicę od strony iglic
jazda „z ostrza” –przejazd pojazdu szynowego przez zwrotnicę od strony krzyżownicy
rozprucie zwrotnicy –przejazd pojazdu szynowego przez zwrotnicę torem od strony krzyżownicy, gdy zwrotnica przestawiona jest na jazdę po drugim torze – zwrotnica zostaje wtedy przestawiona przez koła przejeżdżającego pojazdu i często tak, że żadna z iglic nie dotyka szyn; zwrotnice mogą być rozpruwalne, czyli dopuszczające jazdę „na rozprucie” bez uszkodzenia (spotykane na liniach tramwajowych przy ruchu jednokierunkowym „z ostrza”) i nierozpruwalne, które nie dopuszczają takiej jazdy (zwykle ulegają uszkodzeniu)
jazda widełkowa –przejazd pojazdu szynowego przez zwrotnicę od strony iglic w przypadku, gdy żadna z nich nie dolega do opornicy; jazda taka skutkuje najczęściej wykolejeniem taboru i zniszczeniem zwrotnicy
zwrotnica samopowrotna –zwrotnica rozpruwalna, która po rozpruciu ustawia się zawsze we wcześniej ustawionym kierunku
zwrotnica z ruchomym dziobem –zwrotnica wyposażona w dziób krzyżownicy o specjalnej konstrukcji z dodatkowym mechanizmem, który umożliwia ustawienia w taki sposób, aby koło nie przechodziło nad pustymi przestrzeniami; stosowany na liniach wysokich prędkości w celu minimalizacji zużycia krzyżownicy (w takim wykonaniu jest ok. 5 razy trwalsza niż wykonana tradycyjnie) oraz obniżenia prawdopodobieństwa wykolejenia pojazdu.
Niektóre historyczne konstrukcje zwrotnic tramwajowych miały tylko jedną iglicę. Istniały też konstrukcje beziglicowe, z przesuwem całych szyn, bardzo szybko zarzucone.
Zwrotnice kolejowe bardzo często mają sprzężony mechanicznie wskaźnik pokazujący nastawienie zwrotnicy. Używane były tzw. lampy zwrotnicowe mające postać latarni obracającej się w zależności do nastawienia zwrotnicy. Latarnie takie były wyposażane w lampy naftowe albo karbidowe (dawniej); spotykane też są znaki namalowane na blaszanych elementach obracającego się wskaźnika. Ręcznie obsługiwane zwrotnice mają też w specyficzny sposób pomalowaną przeciwwagę – biała część na górze oznacza jazdę na kierunek zasadniczy, a czarna wskazuje nastawienie zwrotnicy na kierunek zwrotny. Obecnie przy zwrotnicach elektrycznych nie stosuje się żadnych wskaźników, a, jeżeli takowe występują, to latarnia jest oświetlana światłem elektrycznym.

## Działanie zwrotnic tramwajowych
W wielu miastach sterowanie zwrotnicami rozwiązano w rozmaity sposób.
Najstarszym rozwiązaniem umożliwiającym przestawianie zwrotnicy bez udziału motorniczego było zatrudnienie zwrotniczego, który w zależności od linii zbliżającego się tramwaju odpowiednio przestawiał zwrotnicę. Rozwiązanie to zostało wyparte przez urządzenia techniczne, lecz jeszcze dziś bywa doraźnie stosowane, np. podczas remontów, gdy wymagana jest zwiększona przepustowość na linii objazdowej bez zwrotnic automatycznych.

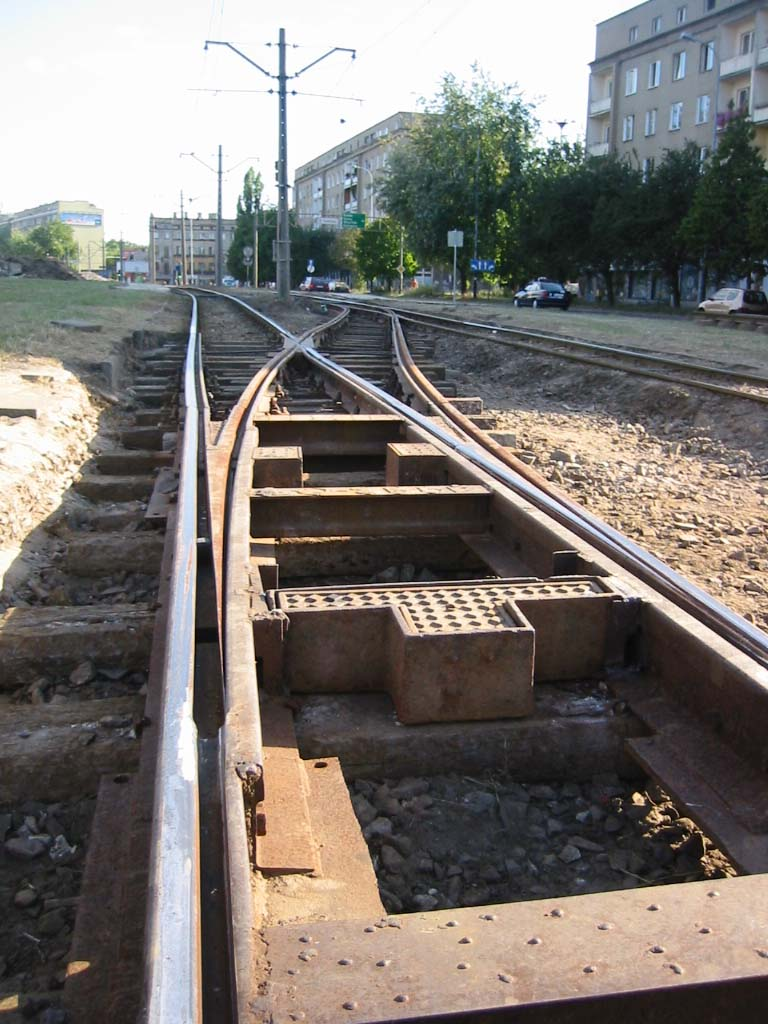
Zwrotnica tramwajowa

Pierwsze urządzenia do automatycznego przestawiania zwrotnic były sterowane prądem pobieranym przez tramwaj. Na sieci zawieszony był czujnik, tzw. sanki, a nieco dalej, tuż nad sterowanym rozjazdem, świetlny wskaźnik ustawienia zwrotnicy. Ustawienie zwrotnicy zmieniało się na przeciwne w zależności od tego, czy tramwaj przejechał pod czujnikiem sankowym, pobierając prąd z sieci czy też nie. System ten musiał zostać znacznie zmodyfikowany po pojawieniu się składów tramwajowych z dwoma odbierakami, gdyż nie chronił przed przestawieniem zwrotnicy np. przez drugi pantograf tramwaju, choć i wcześniej nie chronił należycie przed przestawieniem zwrotnicy przez kolejny tramwaj.
Nowy system sterowania zwrotnicą składał się z trzech czujników sankowych i tabliczki. Działanie jego było nieco inne – pierwszy czujnik wykrywał nie tylko pobór prądu przez tramwaj, ale także sam fakt prześlizgnięcia się pod nim pantografu. W zależności od tego, czy był to przejazd „z prądem” czy „bez prądu”, odpowiednio była przestawiana zwrotnica; tabliczka wskazywała motorniczemu, jaki kierunek odpowiadał jakiemu sposobowi jazdy – na niebieskiej tabliczce czerwonym kolorem zaznaczony był kierunek przełożenia zwrotnicy w stanie jazdy „z prądem”, a białym „bez prądu”; świetlny wskaźnik początkowego ustawienia zwrotnicy był już niepotrzebny. W momencie uaktywnienia pierwszego czujnika możliwość przestawienia zwrotnicy była blokowana aż do momentu zadziałania jednego z dwóch (każdy na innym torze) czujników umieszczonych za zwrotnicą. Musiały one być umieszczone na tyle daleko za zwrotnicą, by zagwarantować bezpieczny przejazd całego składu. Prowadziło to jednak do komplikacji całego urządzenia i spadku przepustowości rozjazdu.
W Krakowie, Wrocławiu, Łodzi, Szczecinie oraz Toruniu wszystkie tramwaje od paru lat wyposażone są w urządzenia zdalnego sterowania w kabinie motorniczego działające w oparciu o podczerwień. Na każdym skrzyżowaniu zamontowane jest odpowiednie urządzenie, a czujniki do nich znajdują się zazwyczaj nad torami. Na przewodach zaznaczona jest strefa działania odbiornika podczerwieni. Aby ustawić żądany kierunek jazdy, należy w czasie przejazdu przez tę strefę wcisnąć odpowiedni przycisk na nadajniku podczerwieni, który wysyła sygnał do odbiornika znajdującego się na przewodach.
Istnieje również zdalny sposób sterowania. Na trasach są dodatkowe wykrywacze sygnału i sygnalizatory przy zwrotnicy pokazujące kierunek ustawienia. Jeśli nie dojdzie do przestawienia zdalnego bądź będzie jechać wagon starego typu, trzeba skorzystać z kontaktu, metodą z poborem prądu lub bez.
W Warszawie i Poznaniu zastosowano nowoczesny sposób sterowania zwrotnicami tramwajowymi. Składa się on z nadajnika radiowego (w kabinie motorniczego), umieszczonego przy zwrotnicy odbiornika wraz z sygnalizatorem optycznym wskazującym kierunek przełożonej zwrotnicy oraz systemu czujników magnetycznych wykrywających obecność tramwaju. 30 metrów przed rozjazdem znajduje się odbiornik radiowy ustawiający żądany kierunek przejazdu, natomiast 3 metry przed zwrotnicą jest umieszczony czujnik blokujący zwrotnicę, co ma uniemożliwić „podcięcie” przejeżdżającego tramwaju, czyli zmianę ustawienia kierunku przez wóz nadjeżdżający w czasie przejazdu przez rozjazd poprzedniego tramwaju. Czujnik odblokowujący zwrotnicę znajduje się 3 metry za nią.
Działanie systemu jest następujące:
- motorniczy uruchamia nadajnik radiowy przekazujący informację o żądanym kierunku przełożenia zwrotnicy
- siłownik przekłada zwrotnicę w kierunku żądanym i „utwierdza” drogę przejazdu, informując o tym migającą strzałką na sygnalizatorze
- czujniki wykrywające obecność pojazdu blokują możliwość ponownego przestawienia zwrotnicy (jest to właśnie utwierdzenie przejazdu)
- po opuszczeniu przez pojazd obszaru rozjazdu droga przejazdu jest uwalniana (strzałka sygnalizatora świeci światłem ciągłym) i system jest gotowy do przyjęcia nowej dyspozycji o przełożeniu rozjazdu.

System ten dzięki utwierdzeniu przejazdu zabezpiecza przed przełożeniem zwrotnicy przez następny pojazd, gdy poprzedni nie opuścił rozjazdu – taka sytuacja najczęściej doprowadzała do wykolejenia drugiego wagonu.
W przypadku niezadziałania systemu sterowania zwrotnicą należy ją przestawić ręcznie przy pomocy klucza do zwrotnic (drążka). Istnieje kilka sposobów przestawiania zwrotnicy kluczem, w zależności od jej typu.
Podczas remontów lub przy budowie szlaku tramwajowego stosuje się również tymczasowe zwrotnice nakładkowe, pozwalające zmieniać tor bez ingerencji w istniejące torowisko.